# Santos Toledo Argudín
Santos Toledo (nacido como Santos Toledo Argudín, el 20 de mayo de 1950 en Ciudad, La Habana) es un diseñador gráfico y tipógrafo cubano, que por varias décadas ha desarrollado una extensa y meritoria labor. Es considerado uno de los cartelistas más prolíficos, ya que ha diseñó más de 500 carteles y en los últimos años ha destacado también en la ambientación de espacios. En su repositorio cuenta con más de 30 exposiciones personales en Cuba y en el mundo. 

## Reseña biográfica
Nació en La Habana en 1950. Comienza a laborar en 1968 en el Instituto Cubano del Libro, en el diseño de portadas y libros. Fue alumno aventajado de los maestros Esteban Ayala Ferrer, conocido como el Rey de la tipografía, y el célebre pintor y diseñador Raúl Martínez. Los mismos son considerados parte esencial de la formación en las artes gráficas.
A partir de 1971 incorpora el diseño de afiches a la actividad gráfica, produciendo hasta la fecha más de 500 carteles en los que ha desplegado a través del diseño, la promoción de diferentes espectáculos que han tenido resonancia nacional e internacional y con los que ha demostrado que es poseedor, durante varias décadas, de una "desbordante y exquisita imaginación artística" unido a un proceso creativo constante. Ha participado en numerosas exposiciones nacionales e internacionales. Es miembro de la Sección de Artes Plásticas de la Unión de Escritores y Artistas de Cuba desde 1985.

## Realización
De Santos Toledo ha dicho Miguel Barnet: 

...es un maestro del diseño gráfico, ha establecido jerarquías dignas de ser reconocidas por todos. Con su galería de íconos de la cultura cubana, supo seleccionar aquello que trasciende lo local y pasajero para colocarse en el ámbito de lo permanente y universal.

Sus carteles –también carátulas y portadillas de álbumes, campañas publicitarias de citas artísticas nacionales e internacionales– hechos a paradigmas de la cultura cubana y universal representan el quehacer sostenido del artista en esta franja. Para recordar, los dedicados a Benny Moré, Omara Portuondo, Celina González, Beatriz Márquez, Antonio Gades, Joan Manuel Serrat y Alberto Cortés, entre tantos otros.
Como siempre le interesó la música, en 1980 realizó la campaña publicitaria del I Festival Internacional de Música Popular Benny Moré en Cienfuegos, faena que en adelante reeditaría en las otras citas. También se ha desempeñado en la ambientación de museos y otras instituciones.

## Distinciones
- Premio Nacional de Diseño Muñoz Bachs. (2016)[5]
- Imagen artística, CUBADISCO’97. (1997)
- Premio stand modular, Feria Internacional de La Habana. (1997)
- Premio de diseño CUBADISCO’98. (1998)
- Salón Nacional de Propaganda Gráfica, Ciudad de La Habana. (1975, 1976, 1977, 1978, 1979, 1981, 1983, 1985, 1987, 1989, 1997)
- Concurso de Cartel, Carnaval de La Habana, Cuba. (1983)
- Premio de Diseño Gráfico Eduardo Muñoz Bachs. (2016)